# 菅野直之
菅野 直之（かんの なおゆき、1946年5月27日 - ）は、日本の経営者。タカラスタンダード社長、会長を務めた。

## 来歴・人物
東京都出身。1969年に慶應義塾大学経済学部を卒業し、同年に昭和電工に入社。1977年にタカラスタンダードに転じ、1986年に取締役に就任し、1989年に常務、1992年6月に専務を経て、1998年10月に社長に就任。2003年5月に取締役を経て、6月に副会長に就任。